# Möwenbach
Koordinaten: 62° 11′ 0″ S, 58° 59′ 0″ W
Der Möwenbach ist ein Bach auf der Fildes-Halbinsel von King George Island, der größten der Südlichen Shetlandinseln.
Er ist der südlichste von vier Bächen, die fächerförmig auf die Skuabucht der Drakestraße zufließen; nach Norden folgen Seeschwalbenbach, Skuabach und Hochbach. Der Bach fließt in einem Bogen zunächst in nordwestliche, dann in nördliche Richtung.
Im Rahmen zweier deutscher Expeditionen zur Fildes-Halbinsel in den Jahren 1981/82 und 1983/84 unter der Leitung von Dietrich Barsch (Geographisches Institut der Universität Heidelberg) und Gerhard Stäblein (Geomorphologisches Laboratorium der Freien Universität Berlin) wurde der Bach zusammen mit zahlreichen weiteren bis dahin unbenannten geographischen Objekten der Fildes-Halbinsel neu benannt und dem Wissenschaftlichen Ausschuss für Antarktisforschung (Scientific Committee on Antarctic Research, SCAR) gemeldet.